# 12775 Brackett
För andra betydelser, se Brackett.
12775 Brackett eller 1994 PX22 är en asteroid i huvudbältet som upptäcktes den 12 augusti 1994 av den belgiske astronomen Eric W. Elst vid La Silla-observatoriet. Den är uppkallad efter den amerikanske fysikern Frederick Sumner Brackett.